# Lom-Ali Eskijew
Lom-Ali Magomiedowicz Eskijew (ros. Лом-Али Магомедович Эскиев, ur. 24 marca 1992 w Gudermes) – niemiecki zawodnik mieszanych sztuk walki (MMA) pochodzenia czeczeńskiego. W latach 2014–2016 mistrz organizacji GMC w wadze piórkowej. Walczył także dla takich organizacji jak ACB/ACA, KSW oraz Oktagon MMA. Aktualnie związany z federacją FNC.

## Kariera MMA

### Wczesna kariera
Od 2011 roku walczy w MMA. 17 grudnia tego samego roku przegrał w drugiej rundzie przez poddanie (duszenie zza pleców) z Soufianem Hajem Haddouem.
Następne w 2012 roku, zanotował trzy zwycięstwa dla federacji Superior FC, pokonując kolejno – Rasima Lemberanskija, Rostislava Zatuchnyya i Vladimira Dammera, z którym wygrał turniej Superior FC Tournament 2012 oraz zdobył mistrzowski pas Superior FC w wadze lekkiej.
17 listopada 2012 na KK 7 – Cage Fight przegrał w drugiej rundzie przez poddanie (dźwignia na staw łokciowy) z Maxem Cogą.

### Początki w KSW
W lipcu 2021 roku podpisał kontrakt z Konfrontacją Sztuk Walki. 17 lipca 2021 podczas gali KSW 62: Kołecki vs. Szostak, odbywającej się w warszawskim Studiu ATM, zadebiutował dla polskiego nowego pracodawcy. Jego przeciwnikiem został również debiutujący tam Kolumbijczyk Gilber Ordoñez. Eskijew wygrał ten pojedynek przez poddanie (duszenie trójkątne rękoma) w pierwszej rundzie. Trzy dni po gali skończenie Eskijewa na rywalu zostało nagrodzone bonusem finansowym w kategorii poddanie wieczoru.
Drugą walkę dla polskiego giganta stoczył 18 grudnia 2021 podczas gali KSW 65: Khalidov vs. Soldić w Gliwicach, gdzie zmierzył się z utytułowanym karateką oraz zawodnikiem Damianem Stasiakiem. Zwyciężył walkę jednogłośną decyzją sędziów po trzyrundowej batalii (29-27, 29-28 i 30-27). Ponownie zgarnął bonus finansowy, jednak tym razem w kategorii walka wieczoru, uznaną za najlepszą tej gali.
W trzecim pojedynku dla polskiej organizacji Eskijew miał zawalczyć z byłym pretendentem do pasa KSW w wadze piórkowej, Danielem Rutkowskim podczas gali KSW 73: Wrzosek vs. Sarara, która odbyła się 20 sierpnia 2022 w Warszawie. 16 sierpnia ogłoszono, że Eskijew wypadł z walki z powodu choroby.

### EMC i dalsze walki w KSW
Po nieudanej próbie stoczenia walki dla polskiej federacji, Eskijew następną stoczył poza KSW. 24 września 2022 zawalczył dla niemieckiej organizacji Elite MMA Championship podczas gali EMC 10, konfrontując się z Welissonem Paivą. Zwyciężył przez techniczny nokaut w pierwszej rundzie. Pojedynek odbył się w kategorii lekkiej (do 70,3 kg).
17 grudnia 2022 podczas gali XTB KSW 77: Khalidov vs. Pudzianowski w Arenie Gliwice, doszło ostatecznie do konfrontacji Eskijewa z Rutkowskim. Przegrał przez niejednogłośną decyzję sędziów, którzy punktowali 29-28, 28-29 i 29-28.
Równo trzy miesiące później podczas walki wieczoru gali KSW 80 w Lubinie, zawalczył z Robertem Ruchałą o tymczasowy pas mistrzowski KSW w wadze piórkowej, zastępując kontuzjowanego Dawida Śmiełowskiego. Przegrał przez techniczny nokaut w piątej rundzie. Cztery dni po tym pojedynku polska organizacja nagrodziła obu zawodników dodatkowym bonusem za walkę wieczoru.
16 września 2023 na gali KSW 86 we wrocławskiej Hali „Orbita”, zmierzył się z niepokonanym przed pojedynkiem Dawidem Śmiełowskim. Zwyciężył przez techniczny nokaut w pierwszej rundzie, rozbijając rywala uderzeniami w parterze z pozycji krucyfiksu.

### Oktagon MMA
W lipcu 2024 roku czesko-słowacka organizacja Oktagon MMA ogłosiła zakontraktowanie Eskijewa. Debiut dla nowego pracodawcy odnotował 7 września 2024 w Oberhausen podczas walki wieczoru gali Oktagon 60. Jego rywalem został doświadczony Słowak, Ivan Buchinger. Zwyciężył przez techniczny nokaut w końcówce pierwszej rundy.
Podczas gali Oktagon 66, która odbyła się 1 lutego 2025 zmierzył się z Brazylijczykiem, Wanderleyem Juniorem. Ponownie zwyciężył przez techniczny nokaut, tym razem w drugiej rundzie. Pierwotnie rywalem Eskijewa miał być Francuz, Damien Lapilus, jednak ten został zawieszony z powodu naruszenia przepisów antydopingowych i późniejszych sankcji na podstawie artykułów 10.14 i 15.1.1.2 kodeksu WADA (Światowej Agencji Antydopingowej).
Oczekiwano, że 17 maja 2025 podczas gali Oktagon 71 w Monachium, skrzyżuje rękawice z Anglikiem, Shemem Rockiem. 10 marca 2025 czesko-słowacka organizacja poinformowała o wypadku samochodowym Eskijewa i odwołała jego występ.

### FNC
W lipcu 2025 roku, podpisał kontrakt z chorwacką organizacją Fight Nation Championship.

## Osiągnięcia

### Mieszane sztuki walki
- German MMA Championship
  - 2014–2016: Mistrz German MMA Championship w wadze piórkowej
- Rhein Neckar Championship
  - 2013: Mistrz RNC w wadze piórkowej
- Superior FC
  - 2012: Mistrz Superior FC oraz zwycięzca turnieju Superior FC Tournament 2012 w wadze lekkiej
- KSW
  - Bonus za poddanie wieczoru (jeden raz) vs. Gilber Ordoñez (2021)[10]
  - Bonus za walkę wieczoru (dwa razy) vs. Damian Stasiak (2021)[13], Robert Ruchała (2023)[23]

## Lista zawodowych walk w MMA
| Wynik     | Bilans   | Przeciwnik (bilans przed walką)            | Rozstrzygnięcie                           | Runda | Czas | Rozgrywki                                          | Data       | Miejsce        | Uwagi |
| --------- | -------- | ------------------------------------------ | ----------------------------------------- | ----- | ---- | -------------------------------------------------- | ---------- | -------------- | --- |
|           |          | Francisco Barrio (15-4)                    |                                           |       |      | FNC 24                                             | 06.09.2025 | Zadar          | Pojedynek o pas mistrzowski FNC w wadze lekkiej.                                                               |
| Wygrana   | 23-7 (1) | Wanderley Rosa Ferreira Levandovski (17-9) | TKO (ciosy pięśćiami)                     | 2     | 4:45 | Oktagon 66: Engizek vs. Oniszczuk                  | 01.02.2025 | Düsseldorf     | |
| Wygrana   | 22-7 (1) | Ivan Buchinger (43-9)                      | TKO (ciosy pięściami)                     | 1     | 4:10 | Oktagon 60: Buchinger vs. Eskiev                   | 07.09.2024 | Oberhausen     | Debiut w Oktagon MMA. Walka w wadze lekkiej. Main Event                                                        |
| Wygrana   | 21-7 (1) | Dawid Śmiełowski (10-0)                    | TKO (ciosy w parterze z krucyfiksu)       | 1     | 4:21 | KSW 86: Wikłacz vs. Przybysz 4                     | 16.09.2023 | Wrocław        | |
| Przegrana | 20-7 (1) | Robert Ruchała (8-0)                       | TKO (łokcie w parterze)                   | 5     | 4:35 | KSW 80: Eskiev vs. Ruchała                         | 17.03.2023 | Lubin          | Pojedynek o tymczasowy pas międzynarodowego mistrza KSW w wadze piórkowej. Bonus za walkę wieczoru. Main Event |
| Przegrana | 20-6 (1) | Daniel Rutkowski (14-3. 1NC)               | Decyzja (niejednogłośna)                  | 3     | 5:00 | XTB KSW 77: Khalidov vs. Pudzianowski              | 17.12.2022 | Gliwice        | |
| Wygrana   | 20-5 (1) | Welisson Paiva (7-2-1)                     | TKO (łokcie)                              | 1     | 2:28 | EMC 10                                             | 24.09.2022 | Düsseldorf     | Walka w wadze lekkiej.                                                                                         |
| Wygrana   | 19-5 (1) | Damian Stasiak (13-7)                      | Decyzja (jednogłośna)                     | 3     | 5:00 | KSW 65: Khalidov vs. Soldić                        | 18.12.2021 | Gliwice        | Bonus za walkę wieczoru.                                                                                       |
| Wygrana   | 18-5 (1) | Gilber Ordoñez (10-2)                      | Poddanie (duszenie trójkątne rękoma)      | 1     | 4:25 | KSW 62: Kołecki vs. Szostak                        | 17.07.2021 | Warszawa       | Debiut w KSW. Bonus za poddanie wieczoru.                                                                      |
| Wygrana   | 17-5 (1) | Omer Cankardesler (12-5-2)                 | KO (cios pięścią)                         | 1     | 4:05 | ACA 109                                            | 20.08.2020 | Łódź           | |
| Wygrana   | 16-5 (1) | Dmitrij Parubczenko (14-0)                 | TKO (ciosy pięściami)                     | 1     | 4:21 | ACA 101                                            | 15.11.2019 | Warszawa       | |
| Przegrana | 15-5 (1) | Arman Ospanov (9-2)                        | KO (latające kolano)                      | 2     | 0:10 | ACA 95                                             | 27.04.2019 | Moskwa         | |
| Przegrana | 15-4 (1) | Muchamed Kokow (13-3)                      | Decyzja (większościowa)                   | 3     | 5:00 | ACB 89                                             | 08.09.2018 | Krasnodar      | |
| Wygrana   | 15-3 (1) | Luis Palomino (26-14)                      | Decyzja (jednogłośna)                     | 3     | 5:00 | ACB 84                                             | 07.04.2018 | Słowacja       | |
| Wygrana   | 14-3 (1) | Felipe Cruz (20-4-1)                       | KO (kolano i ciosy pięściami)             | 1     | 1:34 | ACB 74                                             | 18.11.2017 | Wiedeń         | Debiut w ACB.                                                                                                  |
| Wygrana   | 13-3 (1) | Fabiano Silva (27-8-1)                     | Decyzja (jednogłośna)                     | 3     | 5:00 | Superior FC 17 - Superior Fighting Championship 17 | 20.05.2017 | Düren          | |
| Wygrana   | 12-3 (1) | Saba Bolaghi (6-0-1)                       | Decyzja (jednogłośna)                     | 3     | 5:00 | GMC 9 - German MMA Championship 9                  | 19.11.2016 | Castrop-Rauxel | Obronił pas mistrzowski GMC w wadze piórkowej. Main Event                                                      |
| Wygrana   | 11-3 (1) | Hyram Rodriguez (15-16)                    | Decyzja (jednogłośna)                     | 3     | 5:00 | Fair FC 5 - Fair Fighting Championship 5           | 28.05.2016 | Eindhoven      | |
| Nieodbyta | 10-3 (1) | Chabane Chaibeddra (10-4)                  | No contest                                | 3     | 2:00 | Fair FC 4 - Fair Fighting Championship 4           | 28.11.2015 | Eindhoven      | |
| Wygrana   | 10-3     | Marc Bockenheimer (6-3-1)                  | Decyzja (jednogłośna)                     | 3     | 5:00 | Fair FC 3 - Fair Fighting Championship 3           | 28.03.2015 | Rheinberg      | |
| Wygrana   | 9-3      | Shaun Waltmans (0-0)                       | TKO (ciosy pięściami)                     | 1     | 3:52 | Sparta X - Judgement Night 3                       | 25.01.2015 | Castrop-Rauxel | |
| Wygrana   | 8-3      | Attila Korkmaz (5-1)                       | Decyzja (jednogłośna)                     | 3     | 5:00 | GMC 5 - German MMA Championship 5                  | 13.09.2014 | Castrop-Rauxel | Zdobył pas mistrzowski GMC w wadze piórkowej. Main Event                                                       |
| Wygrana   | 7-3      | Peter Mettler (8-2)                        | TKO (ciosy pięściami)                     | 1     | 4:42 | MFN - Mix Fight Night 5                            | 28.06.2014 | Linz           | |
| Przegrana | 6-3      | Max Coga (8-1)                             | Poddanie (duszenie zza pleców)            | 2     | 4:55 | Fair FC 1 - Fair Fighting Championship 1           | 08.02.2014 | Herne          | Pojedynek o pas MFN w wadze piórkowej. Main Event                                                              |
| Wygrana   | 6-2      | Vugar Bakhshiev (9-7)                      | KO (kopnięcie na głowę i ciosy pięściami) | 1     | ?    | RNC - Martial Arts Gala                            | 30.11.2013 | Frankenthal    | Zdobył pas RNC w wadze piórkowej. Main Event                                                                   |
| Wygrana   | 5-2      | Arthur Grass (4-1)                         | TKO (rozcięcie)                           | 1     | 3:49 | GMC 4 - Next Level                                 | 06.07.2013 | Herne          | |
| Wygrana   | 4-2      | Tobias Huber (1-0)                         | Poddanie (duszenie zza pleców)            | 2     | 1:30 | GMC 3 - Cage Time                                  | 16.02.2013 | Herne          | Debiut w GMC.                                                                                                  |
| Przegrana | 3-2      | Max Coga (4-1)                             | Poddanie (dźwignia na staw łokciowy)      | 2     | 4;20 | KK 7 - Cage Fight                                  | 17.11.2012 | Baumholder     | |
| Wygrana   | 3-1      | Vladimir Dammer (1-0)                      | Poddanie (duszenie zza pleców)            | 1     | 4:42 | SFC 11 - Tournament 2012 Part IV                   | 15.09.2012 | Düren          | Zwyciężył turniej Superior FC Tournament 2012 w wadze lekkiej.                                                 |
| Wygrana   | 2-1      | Rostislav Zatuchnyy (7-1)                  | TKO (ciosy pięściami)                     | 1     | 4:30 | SFC 10 - Tournament 2012 Part 3                    | 02.06.2012 | Moguncja       | |
| Wygrana   | 1-1      | Rasim Lemberanskij (1-3)                   | Decyzja (niejednogłośna)                  | 5     | 5:00 | SFC 8 - Tournament 2012 Part I                     | 04.02.2012 | Moguncja       | |
| Przegrana | 0-1      | Soufian Haj Haddou (2-1-1)                 | Poddanie (duszenie zza pleców)            | 2     | 3:10 | OC - Cage Fight Night 11                           | 17.12.2011 | Bielefeld      | |